# The Last Song
"The Last Song"發行於1998年的3月18日。這張單曲以Enhanced CD的形式發行，裡面除了由Yoshiki作詞作曲的"The Last Song"外，資料軌的部分還包含了樂團的解散聲明，完整的CD發行目錄和最後一次演出"The Last Song"的現場影像。這是"X Japan"復出前發行的最後一首單曲。

## 曲目
| 曲序 | 曲目          | 词曲    | 时长  |
| ---- | ------------- | ------- | ----- |
| 1.   | The Last Song | Yoshiki | 11:26 |